# Abaeletes perroti
Abaeletes perroti är en skalbaggsart som först beskrevs av Cooman 1940.  Abaeletes perroti ingår i släktet Abaeletes och familjen stumpbaggar. Inga underarter finns listade i Catalogue of Life.